# Live and Kicking
Live and Kicking è un album live del cantante svedese Eagle-Eye Cherry, pubblicato nel 2007.
La foto della copertina è stata scattata da Jessica Besirov e Andy Besirov durante un concerto di Cherry ad Amburgo, in Germania.

## Tracce
1. This Paralysis
2. Been Here Once Before
3. Falling in Love Again
4. Together
5. Don't Give Up
6. Feels So Right
7. Long Way Around
8. Comatose
9. Shooting Up in Vain
10. Rainbow Wings
11. Save Tonight
12. Still Having Fun?
13. Promises Made
14. Comatose (bonus track acustica)